# Test de McMurray
 (octobre 2022).
Pour les articles homonymes, voir McMurray.
Le test de McMurray est une manœuvre utilisée pour évaluer une atteinte organique au niveau des ménisques du genou. Il est positif quand on arrive à reproduire une douleur ou un ressaut palpable (et parfois audible) lors du mouvement d'extension de genou imprimé par l'examinateur sur un patient en décubitus.
Le test serait peu sensible. Il n'est pas facile à administrer et se trouve aussi être difficile à interpréter (la blessure du genou doit être le plus souvent aussi confirmée par des examens complémentaires). Il est très souvent décrit dans les ouvrages de sémiologie français de façon partielle ce qui rend sa mise en œuvre encore plus délicate, pour les étudiants en médecine, en ostéopathie ou en kinésithérapie.
Le test se fait par une extension du genou préalablement fléchi et une rotation de la jambe. La main du praticien est posée sur l'interligne fémoro-tibiale. Pour tester le ménisque externe, on imprime une rotation interne de la jambe et un valgus lors d'une extension de genou. Pour le ménisque interne ce sera l'inverse.
Des recherches récentes[évasif] ont montré que des modifications du test de McMurray avaient une meilleure validité et une meilleure précision que le test original,,,. Philippe Gadet précise aussi que la fiabilité du test augmente lorsque celui-ci est associé au test de sensibilité par palpation des interlignes articulaires.

## Description du test
Le patient est en décubitus dorsal. Le praticien, avec sa main céphalique, soutient la partie postérieure de l'épiphyse distale du fémur. 
La main caudale saisie la face plantaire du pied avec une prise globale au niveau du calcanéum pour assurer une prise puissante. Elle imprime ensuite une flexion de jambe maximale.

### Action
On amène la jambe en rotation latérale et en abduction. En maintenant cette mise en tension, on amène le genou vers l'extension.

### Test positif
Bruit comme un clic dans le genou lors de l'extension.
La douleur à l'abduction du genou.